# 白藤の滝
白藤の滝（しらふじのたき）
- 北海道足寄町にある滝。本項で解説。
- 静岡県藤枝市にある滝。
- 三重県伊賀市にある滝。
- 島根県邑南町にある滝。

白藤の滝（しらふじのたき）は、北海道足寄郡足寄町茂足寄にある滝。雌阿寒岳を源流とする白水川にかかり、落差20メートルほどの直瀑である。
滝面は、第四紀更新世の雌阿寒岳火山の火砕流が堆積した溶結凝灰岩である。滝崖には茶色の柱状節理がみられる。流れ落ちた水は濁っていることが多い。
滝は足寄町東部、国道241号を阿寒湖畔温泉からオンネトー方面へ20分程度西進した標高600メートルほどの場所にある。観光ガイド等に紹介されることは少なく、付近に観光客向けの施設等もない。国道からは、滝まで徒歩5分程度の場所まで自動車で入ることができる。かつては滝の裏まで入り込むめたが、2006年の豪雨等により途中倒木が激しく、2007年の時点では滝壺脇まで到達するのは困難である。